# Posępnik
Posępnik, smutne drzewo, nieuśmiał, nocnik (Nyctanthes L.) – rodzaj drzew należący do rodziny oliwkowatych. Obejmuje dwa gatunki rosnące w południowej Azji na obszarze od Indii po Jawę. Jeden z gatunków – Nyctanthes arbor-tristis – ma różnorodne zastosowania i w Indiach uznawany jest za święte drzewo, od czasów starożytnych roślina ta jest uprawiana i w różnych miejscach spotykana jako zdziczała. Uprawiana jest głównie dla swych pachnących kwiatów. Otwierają się one w ciągu nocy i przed świtem opadają na ziemię. Stanowią źródło olejków aromatycznych i pomarańczowego barwnika (kolor z czasem blednie), stanowią też tani zamiennik szafranu. Liście używane są do polerowania drewna jak papier ścierny. N. arbor-tristis jest też ważną rośliną leczniczą w Ajurwedzie, o wszechstronnych zastosowaniach leczniczych. Potwierdzono obecność szeregu substancji czynnych w różnych organach rośliny.
Naukowa nazwa rodzajowa utworzona została z greckich słów nykhta (noc) i anthos (kwiat) z powodu nocnego kwitnienia tych roślin. Nazwa zwyczajowa polska nawiązuje do nazwy gatunkowej indyjskiego przedstawiciela rodzaju arbor-tristis znaczącego „smutne drzewo”. Nazwa ta nadana została roślinie z powodu nieciekawego widoku, jaki prezentuje w ciągu dnia.

## Morfologia

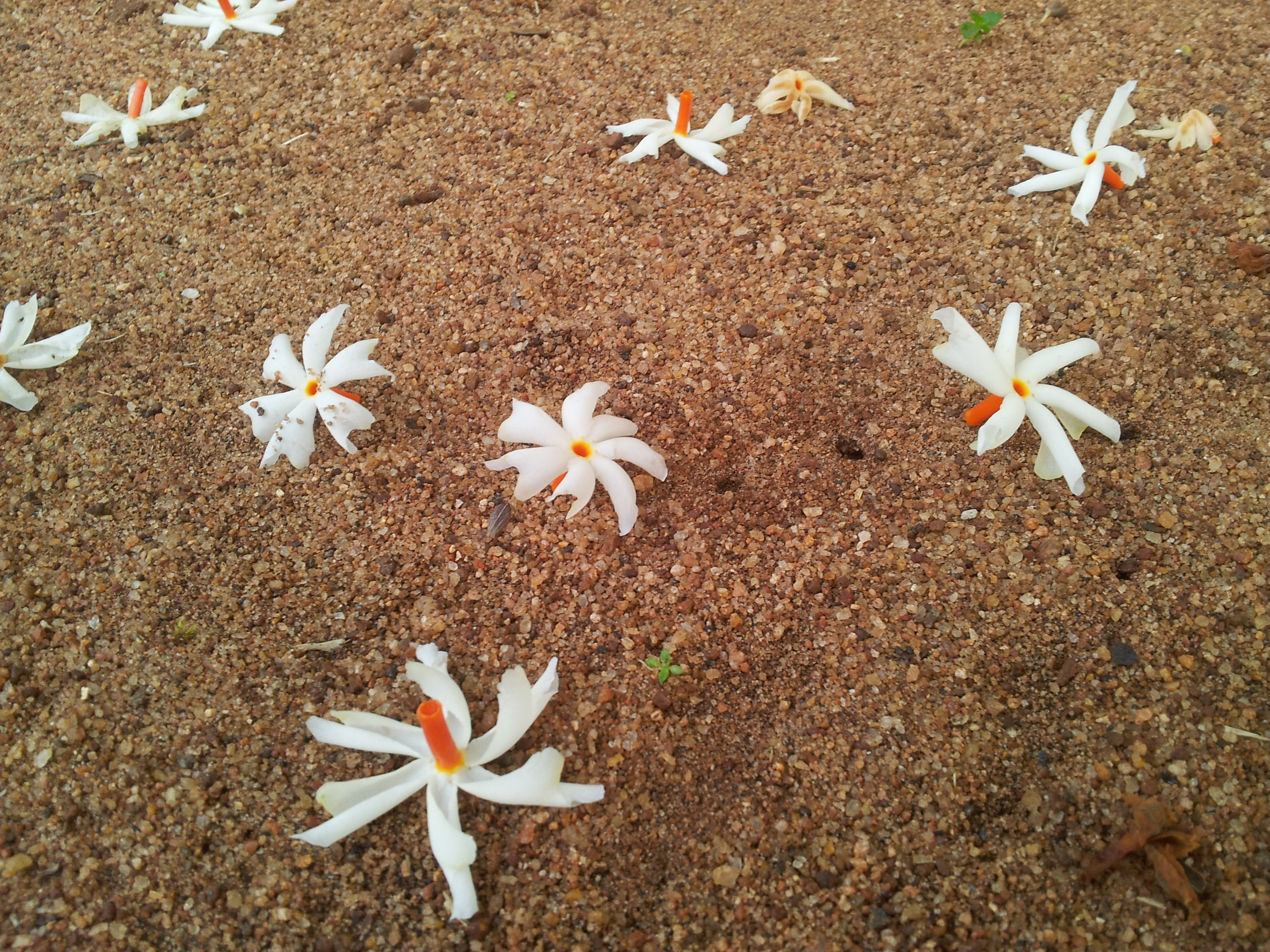
Kwiaty posępnika opadają o świcie pod drzewo

PokrójNiewysokie drzewa i krzewy. Pędy czworokątne, u N. aculeata cierniste (wyjątek wśród oliwkowatych).
LiściePojedyncze, naprzeciwległe. Blaszka jajowata, zaostrzona, całobrzega lub ząbkowana, szorstka.
KwiatyObupłciowe, siedzące po kilka w niewielkich wierzchotkach tworzących szczytowe kwiatostany wiechowate. Kwiatostan jest owłosiony, a u nasady kwiatów znajdują się przysadki. Kielich walcowato-jajowaty. Płatki korony zrośnięte w dole w rurkę, w górze rozpostarte szeroko, w liczbie 4–8. Pręciki dwa, bardzo krótkie. Zalążnia dwukomorowa, zwieńczona walcowatą szyjką słupka, na końcu z płytko wyciętym, dwudzielnym znamieniem.
OwoceKulistawe, nieco spłaszczone suche rozłupnie, rozpadające się na dwie jednonasienne rozłupki.

## Systematyka
Rodzaj zaliczany jest do plemienia Myxopyreae Boerlage zajmującego bazalną pozycję w obrębie rodziny oliwkowatych Oleaceae.
W niektórych ujęciach rodzaj ten klasyfikowany był do rodziny werbenowatych Verbenaceae (zaproponował to Airy Shaw w 1952). Niektórzy badacze postulowali też wyodrębnienie rodzaju we własnej rodzinie Nyctanthaceae J. Agardh.
Wykaz gatunków
- Nyctanthes aculeata Craib
- Nyctanthes arbor-tristis L.